# 米沢バイパス
米沢バイパス（よねざわバイパス）は、山形県米沢市を通る国道13号のバイパス道路である。

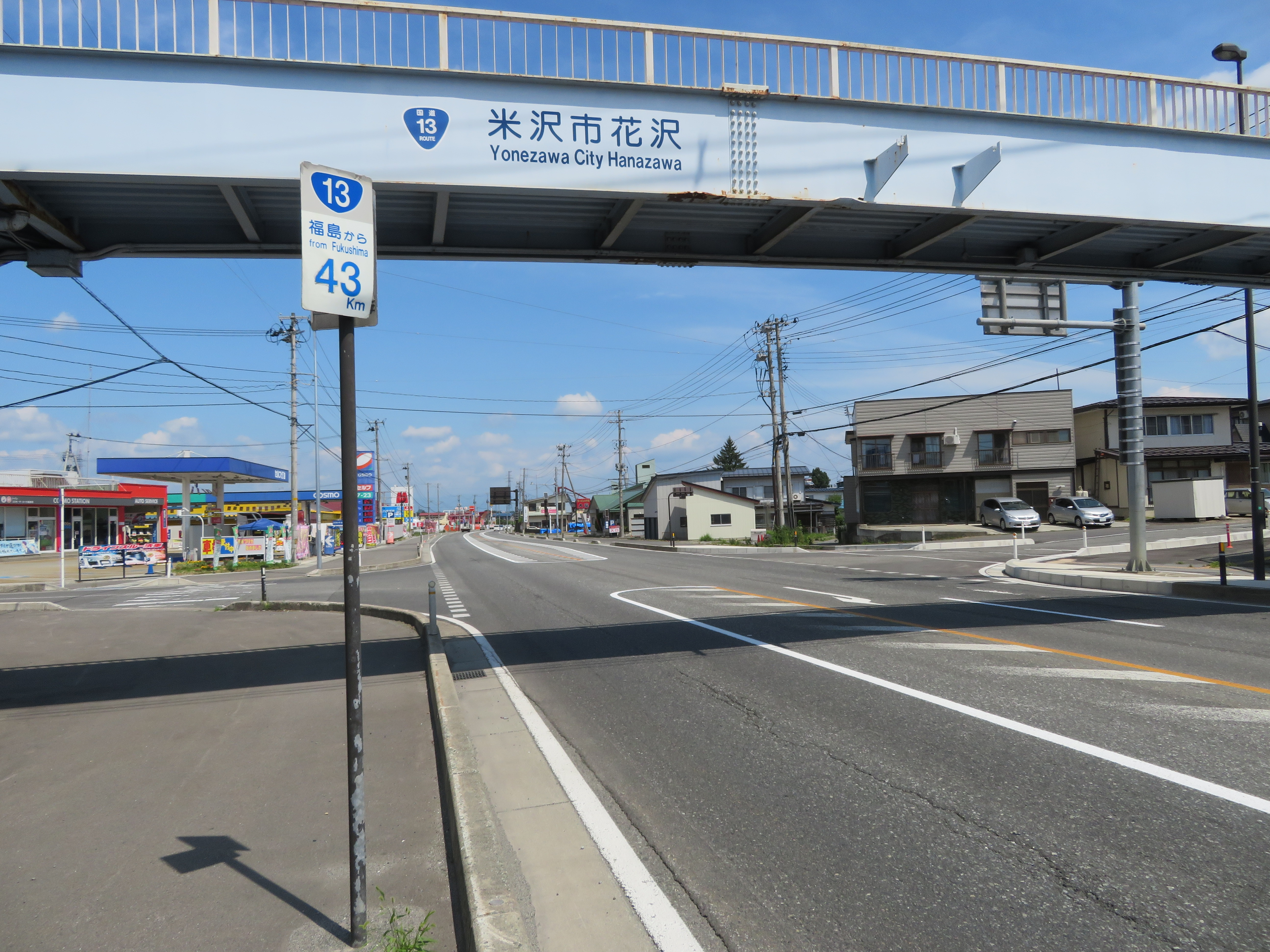
米沢市花沢歩道橋付近

## 概要
1966年、栗子峠に開通した栗子ハイウエーの影響で国道13号の交通量が増加したことからしばしば交通渋滞が発生し、その解消のために米沢バイパスの建設が着手された。

### 路線データ
- 起点 : 山形県米沢市万世町
- 終点 : 山形県米沢市中田
- 全長 : 2.5 km
- 車線 : 2車線

## 地理

### 交差する道路
- 国道121号（米沢市万世町）
- 山形県道1号米沢高畠線（米沢市花沢）
- 山形県道1号米沢高畠線（米沢市花沢町）
- 山形県道101号米沢浅川高畠線（米沢市中田町）